# Dirk Minkwitz
Dirk Minkwitz (* 30. November 1966 in Lübben (Spreewald)) ist ein ehemaliger deutscher Fußballspieler im Sturm. Er spielte für die BSG Energie Cottbus in der DDR-Oberliga.

## Karriere
Minkwitz durchlief die Jugendabteilungen bei der SG Dynamo Lübben bis zur ersten Mannschaft. 1988 wechselte er zum Oberligisten BSG Energie Cottbus. Dort debütierte er am 9. Spieltag der Saison 1988/89, als er am 22. Oktober 1988 beim 3:0-Sieg gegen die BSG Stahl Brandenburg in der 90. Minute für Tim Thamerus eingewechselt wurde. Seinen zweiten und letzten Einsatz hatte Minkwitz zwei Spieltage später. 1989 wechselte er zur BSG Aktivist Schwarze Pumpe, für die er fünf Spiele in der zweitklassigen DDR-Liga absolvierte. 1990 war er für eine Saison beim SC Siemensstadt, bevor er zurück in seine Heimat ging und bei mehreren kleinen Vereinen spielte. 2000 beendete er seine Karriere.
In der Folgezeit wirkte Minkwitz bei mehreren unterklassigen Vereinen als Trainer.